# 高鸞
高鸞（1501年—？），字應治，號山泉，大寧前衛官籍，直隸永年縣人，明朝政治人物。

## 生平
嘉靖四年乙酉科順天府鄉試第一百名舉人。嘉靖八年（1529年）中式己丑科會試第七十五名，登第二甲第四十一名進士。授濮州知州，歷升员外郎、郎中，出为彰德知府，歷官盐运使、参政。

## 家族
曾祖高能，曾任正千戶；祖父高舉，曾任正千戶贈武德將軍；父高恕，曾任正千戶封武德將軍。母李氏（封宜人）。具庆下。弟高鷺。